# Irrblock ostwärts Lanzing auf Flurnummer 1867

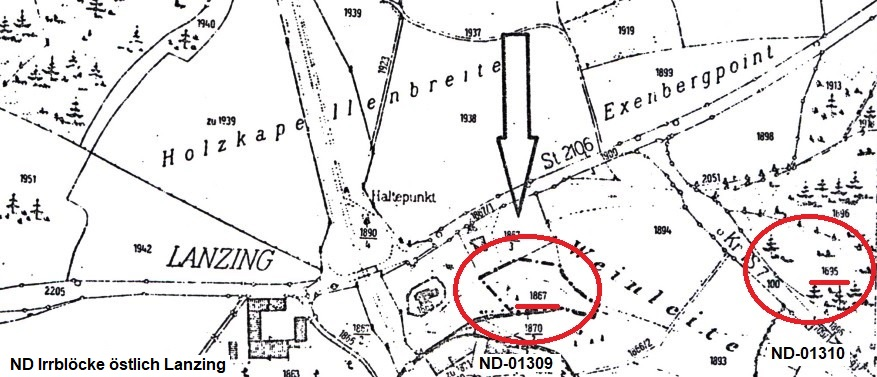
Lageplan Amtsblatt

Der Irrblock ostwärts Lanzing auf Flurnummer 1867 liegt ca. 100 m östlich der Kirche St. Peter und Paul im Gemeindeteil Lanzing der Gemeinde Tittmoning, im Landkreis Traunstein.
Der Irrblock wurde im Jahr 1953 als Naturdenkmal unter Schutz gestellt und wird vom Bayerischen Landesamt für Umwelt unter der Nummer ND-01309 gelistet.

## Geologie
Die beiden Irrblöcke von Lanzing liegen ca. 250 m voneinander entfernt auf derselben geographischen Höhe im Bereich einer würmzeitlichen Endmoräne des Vorlandlobus des Salzachgletscher.

## Einzelnachweis
1. ↑  UmweltAtlas Bayern Endmoräne Lanzing

Koordinaten: 48° 3′ 20,4″ N, 12° 43′ 39,4″ O